# Бонін (Хощенський повіт)
Бонін (пол. Bonin) — село в Польщі, у гміні Хощно Хощенського повіту Західнопоморського воєводства.
Населення — 90 осіб (2011).
У 1975-1998 роках село належало до Гожовського воєводства.

## Демографія
Демографічна структура станом на 31 березня 2011 року:
|          | Загалом | Допрацездатний вік | Працездатний вік | Постпрацездатний вік |
| -------- | ------- | ------------------ | ---------------- | -------------------- |
| Чоловіки | 45      | 5                  | 36               | 4                    |
| Жінки    | 45      | 9                  | 29               | 7                    |
| Разом    | 90      | 14                 | 65               | 11                   |